# Generalitat de Catalunya
Guvernul Cataluniei (din catalană : Generalitat de Catalunya) este instituția sub care Comunitatea autonomă spaniolă Catalonia este organizată politic. Este formată dintr-un parlament, un președinte și un consiliu executiv. 

## Lista președinților Generalitat de Catalunya
1. Berenguer de Cruïlles 1359-1362
2. Romeu Sescomes 1363-1364
3. Ramon Gener 1364-1365
4. Bernat Vallès 1365

Bernat Vallès 1365-1367

Romeu Sescomes 1375-1376
5. Joan I d'Empúries 1376
6. Guillem de Guimerà 1376-1377
7. Galceran de Besora 1377-1378

Ramon Gener 1379-1380
8. Felip d'Anglesola 1380
9. Pere de Santamans 1381-1383
10. Arnau Descolomer 1384-1389
11. Miquel de Santjoan 1389-1396
12. Alfons de Tous 1396-1413
13. Marc de Vilalba 1413-1416
14. Andreu Bertran 1416-1419
15. Joan Desgarrigues 1419-1422
16. Dalmau de Cartellà 1422-1425
17. Felip de Malla 1425-1428
18. Domènec Ram 1428-1431

Marc de Vilalba 1431-1434
19. Pere de Palou 1434-1437
20. Pere de Darnius 1437-1440
21. Antoni d'Avinyó i de Moles 1440-1443
22. Jaume de Cardona i de Gandia 1443-1446
23. Pero Ximénez de Urrea 1446-1449
24. Bertran Samasó 1449-1452
25. Bernat Guillem Samasó 1452-1455
26. Nicolau Pujades 1455-1458
27. Antoni Pere Ferrer 1458-1461
28. Manuel de Montsuar 1461-1464
29. Francesc Colom 1464-1467
30. Ponç Andreu de Vilar1467-1470
31. Miquel Samsó 1470-1473
32. Joan Maurici de Ribes 1473-1476
33. Miquel Delgado 1476-1478
34. Pere Joan Llobera 1478-1479
35. Berenguer de Sos 1479-1482
36. Pere de Cardona 1482-1485

Ponç Andreu de Vilar 1485-1488
37. Juan Payo Coello 1488-1491
38. Joan de Peralta 1491-1494
39. Francí Vicenç 1494-1497
40. Pedro de Mendoza 1497-1500
41. Alfons d'Aragó 1500-1503
42. Ferrer Nicolau de Gualbes i Desvalls 1503-1504
43. Gonzalo Fernández de Heredia 1504-1506
44. Lluís Desplà i d'Oms 1506-1509
45. Jordi Sanç 1509-1512
46. Joan d'Aragó 1512-1514
47. Jaume Fiella 1514-1515
48. Esteve de Garret 1515-1518
49. Bernat de Corbera 1518-1521
50. Joan Margarit i de Requesens 1521-1524
51. Lluís de Cardona i Enríquez 1524-1527
52. Francesc de Solsona 1527-1530
53. Francesc Oliver de Boteller 1530-1533
54. Dionís de Carcassona 1533-1536
55. Joan Pasqual 1536-1539
56. Jeroni de Requesens i Roís de Liori 1539-1542
57. Miquel Puig 1542-1545
58. Jaume Caçador 1545-1548
59. Miquel d'Oms i de Sentmenat 1548-1551
60. Onofre de Copons i de Vilafranca 1551-1552
61. Miquel de Ferrer i de Marimon 1552
62. Joan de Tormo 1552-1553
63. Miquel de Tormo 1553-1554
64. Francesc Jeroni Benet Franc 1554-1557
65. Pere Àngel Ferrer i Despuig 1557-1559
66. Ferran de Lloances i Peres 1559-1560

Miquel d'Oms i de Sentmenat 1560-1563
67. Onofre Gomis 1563-1566
68. Francesc Giginta 1566-1569
69. Benet de Tocco 1569-1572
70. Jaume Cerveró 1572-1575
71. Pere Oliver de Boteller i de Riquer 1575-1578

Benet de Tocco 1578-1581
72. Rafael d'Oms 1581-1584
73. Jaume Beuló 1584

Pere Oliver de Boteller i de Riquer 1584-1587
74. Martí Joan de Calders 1587
75. Francesc Oliver de Boteller 1587-1588
76. Jaume Caçador i Claret 1590-1593
77. Miquel d'Agullana 1593-1596

Francesc Oliver de Boteller 1596-1598
78. Francesc Oliveres 1598-1599
79. Jaume Cordelles i Oms 1599-1602
80. Bernat de Cardona i de Queralt 1602-1605
81. Pere Pau Caçador i d'Aguilar-Dusai 1605-1608
82. Onofre d'Alentorn i de Botella 1608-1611
83. Francesc de Sentjust i de Castre 1611-1614
84. Ramon d'Olmera i d'Alemany 1614-1616
85. Miquel d'Aimeric 1616-1617
86. Lluís de Tena 1617-1620
87. Benet Fontanella 1620-1623
88. Pere de Magarola i Fontanet 1623-1626
89. Francesc Morillo 1626-1629
90. Pere Antoni Serra 1629-1632
91. Esteve Salacruz 1632
92. García Gil de Manrique y Maldonado 1632-1635
93. Miquel d'Alentorn i de Salbà 1635-1638
94. Pau Claris i Casademunt 1638-1641
95. Josep Soler 1641
96. Bernat de Cardona i de Raset 1641-1644
97. Gispert d'Amat i Desbosc de Sant Vicenç 1644-1647
98. Andreu Pont 1647-1650
99. Pau del Rosso 1650-1654
100. Francesc Pijoan 1654-1656
101. Joan Jeroni Besora 1656-1659
102. Pau d'Àger 1659-1662
103. Jaume de Copons i de Tamarit 1662-1665
104. Josep de Magarola i de Grau 1665-1668
105. Joan Pagès i Vallgornera 1668-1671
106. Josep de Camporrells i de Sabater 1671-1674
107. Esteve Mercadal i Dou 1674-1677
108. Alfonso de Sotomayor 1677-1680
109. Josep Sastre i Prats 1680-1683
110. Baltasar de Muntaner i de Sacosta 1683-1686
111. Antoni de Saiol i de Quarteroni 1686-1689
112. Benet Ignasi de Salazar 1689-1692
113. Antoni de Planella i de Cruïlles 1692-1695
114. Rafael de Pinyana i Galvany 1695-1698
115. Climent de Solanell i de Foix 1698-1701
116. Josep Antoni Valls i Pandutxo 1701

Antoni de Planella i de Cruïlles 1701-1704
117. Francesc de Valls i Freixa 1704-1705
118. Josep Grau 1706-1707
119. Manuel de Copons i d'Esquerrer 1707-1710
120. Francesc Antoni de Solanell i de Montellà 1710-1713
121. Josep de Vilamala 1713-1714
122. Francesc Macià i Llussà (ERC) 1932-1933
123. Lluís Companys i Jover (ERC) 1933-1940
124. Josep Irla i Bosch (ERC) 1940-1954
125. Josep Tarradellas i Joan (ERC) 1954-1980
126. Jordi Pujol i Soley (CiU) 1980-2003
127. Pasqual Maragall i Mira (PSC) 2003-2006
128. José Montilla i Aguilera (PSC) 2006-2010
129. Artur Mas i Gavarró (CiU) 2010-2016
130. Carles Puigdemont i Casamajó (CDC) 2010-2016